# Siecq
Siecq – miejscowość i gmina we Francji, w regionie Nowa Akwitania, w departamencie Charente-Maritime.
Według danych na rok 1990 gminę zamieszkiwało 215 osób, a gęstość zaludnienia wynosiła 18 osób/km² (wśród 1467 gmin regionu Poitou-Charentes Siecq plasuje się na 783. miejscu pod względem liczby ludności, natomiast pod względem powierzchni na miejscu 732.).